# Kerttu Nurminen
Kerttu Nurminen (Lahti, 8 maart 1943) is een Fins glasontwerper. Ze heeft sinds 1974 eigen tentoonstellingen gehouden, en tevens deelgenomen aan tentoonstellingen in het buitenland, waaronder de Biënnale van Venetië in 1998. In 1996 ontving ze de Kaj Franck Prijs.

## Carrière
Nurminen studeerde van 1966 tot 1970 keramiek en werkt sinds 1972 als glaskunstenaar in de Nuutajärvi glasfabriek, waar zij de enige vaste ontwerper was en de tradities van mondgeblazen en gekleurd glas uit de tijd van Kaj Franck en Saara Hopea voortzette. Ze heeft zowel gebruiksglas, in massa geproduceerd kunstglas als unieke glasobjecten ontworpen.
In 1983-1985 en 1990 creëerde ze de Rosita-serie van glazen, kopjes en serveerschalen en sinds 1989 de populaire tweekleurige Mondo glazen met een ronde kop en hoge voet. In 1999 kwam daar de serie Palazzo bij, met oranjekleurig filigraanglas, een techniek waar ze al drie decennia aan werkt. Nadat Nuutajärvi samenging met Iittala werd haar glazen schaal Peace uit 1999 in 2000 opgenomen in de Pro Arte serie.
In haar unieke glazen objecten, meestal grote platte schalen met picturale motieven, heeft Nurminen gebruik gemaakt van een bijzondere glastechniek, graal. Een belangrijke inspiratiebron voor haar is de natuur; de aarde, de lucht, het bos en de verschillende seizoenen zijn belangrijke elementen in haar producten.